# Sławomir Siekierski

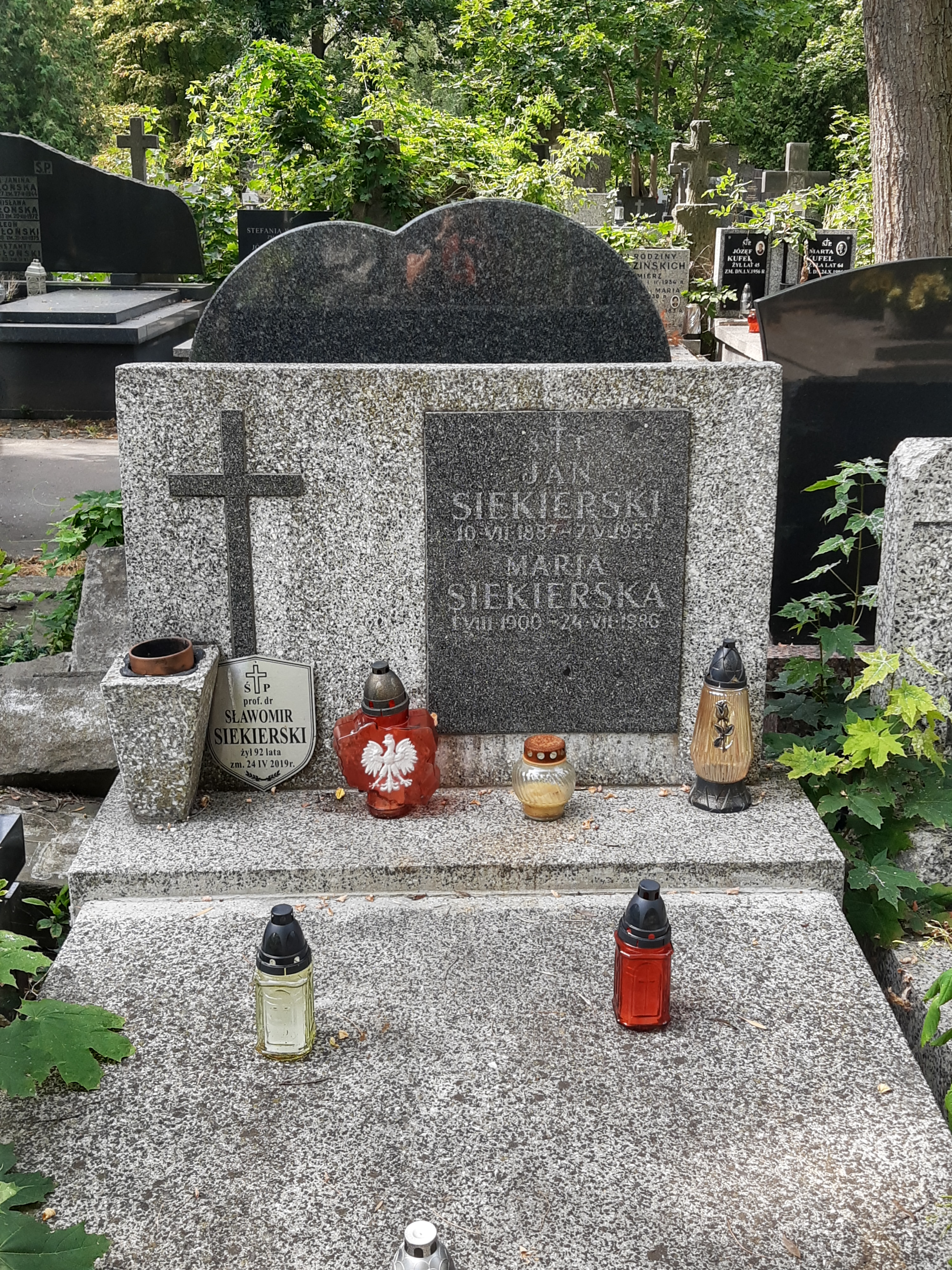
Grób prof. Sławomira Siekierskiego na cmentarzu Bródnowskim

Sławomir Siekierski (ur. 1 sierpnia 1926 w Warszawie, zm. 24 kwietnia 2019) – polski chemik, prof. zw. dr, uczestnik powstania warszawskiego, kawaler orderów.

## Życiorys
Podczas II wojny światowej wstąpił do Armii Krajowej i wziął udział w powstaniu warszawskim. Po wojnie odbył studia na Wydziale Chemii Uniwersytetu Warszawskiego, natomiast 18 września 1975 nadano mu tytuł naukowy profesora w zakresie nauk chemicznych.
Pracował na stanowisku profesora nadzwyczajnego w Instytucie Chemii i Techniki Jądrowej Był członkiem zwyczajnym III Wydziału Nauk Matematycznych i Fizycznych, Warszawskiego Towarzystwa Naukowego. 
Pochowany na cmentarzu Bródnowskim (kwatera 29A-5-11).

## Odznaczenia
- Krzyż Oficerski Orderu Odrodzenia Polski[2]
- Krzyż Kawalerski Orderu Odrodzenia Polski[2][1]